# Patrimoine informationnel commun
 (octobre 2016).
Si vous disposez d'ouvrages ou d'articles de référence ou si vous connaissez des sites web de qualité traitant du thème abordé ici, merci de compléter l'article en donnant les références utiles à sa vérifiabilité et en les liant à la section « Notes et références ».
Le patrimoine informationnel commun est la centralisation de différents biens communs informationnels au sein d'une même source.  

## Historique
Le patrimoine informationnel (appelé parfois aussi capital immatériel ou patrimoine immatériel) d'une structure est l'ensemble des savoirs sur lesquels les membres de cette structure peuvent s'appuyer pour élaborer un projet. 
Ce patrimoine ne constitue pas nécessairement un ensemble juridiquement uniforme; certains éléments peuvent être soumis aux règles du droit d'auteur (copyright), aux restrictions sur les secrets (professionnels, d'affaires, de fonction, etc.) ou encore à la protection des données personnelles.
L'évolution des licences libres, l'expérience positive résultant de leur utilisation dans le domaine des logiciels informatiques et la démocratisation d'internet a permis de penser un nouveau type de capital immatériel ne se basant plus sur le droit d'auteur mais pouvant être partagé librement avec d'autres structures et le public : le bien commun informationnel.  
La facilité de centralisation de ce type de biens a permis également de voir se créer la notion de patrimoine informationnel commun. 
Dans son livre Les Défis du cybermonde, Hervé Fischer sous-entend l'importance de ces licences en écrivant : « Il est important de définir positivement, puis d'assurer la bonne gestion de ce patrimoine informationnel commun à l'humanité, car le rythme effréné des innovations dans les technologies de l'information et de la communication a déclenché une course de vitesse pour revendiquer toutes sortes de savoirs et d'informations, avec parfois pour conséquence une privatisation et une appropriation accrues de l'information qui est dans le domaine public. »
Nous pouvons voir ces dernières années les initiatives de patrimoine informationnel commun se multiplier au travers de tiers-lieux tels que les makerspace, hackerspace ou encore Fablab, la majorité d'entre eux disposant d'un wiki propre leur permettant de documenter les projets réalisés en leur sein. Néanmoins, la multiplication de ces initiatives et l'incertitude les voir perdurer rend les différents biens communs proposés difficilement accessible ou inaccessibles car disparus. Il est donc devenu important que de plus grosses structures se mettent en place afin de gérer ces biens communs au travers de sites propres à un domaine (cf types de patrimoines informationnels communs).

## Types de patrimoines informationnels communs

### Sur un domaine en particulier
En général sous forme de site internet alimenté par une communauté, il est proposé à l'utilisateur de déposer ses ressources en choisissant la licence voulue, cette ressource devenant alors disponible pour d'autres utilisateurs. Parmi les plus célèbres site de dépôt de ressources, nous pouvons trouver GitHub ou Sourceforge pour les codes sources logiciels, Thingiverse ou Sketchfab pour les plans et modèles 3D, DeviantArt pour les images et illustrations, SoundCloud pour les fichiers audios, Movilab pour la documentation concernant des projets ayant trait aux tiers-lieux et à l'innovation sociale, WikiFab pour des projets pouvant être réalisés au sein d'un makerspace, Instructables pour les bricoleurs, L'Air du Bois pour les menuisiers, etc.

### Par une source en particulier
Une structure importante décidant de mettre le résultat de ses recherches sous licence libre en les proposant directement depuis son site. C'est le cas pour de nombreuses universités (par exemple le DIAL (DIgital Access to Libraries) de l'Université catholique de Louvain) mais également pour différentes sociétés voyant un intérêt direct à appliquer ce partage de patrimoine. Par exemple, Tesla, en proposant librement les plans de ses "superchargeurs" permettant le rechargement de ses voitures, s'assure ainsi de mutualiser avec d'autres sociétés ses frais quant à leur fabrication tout en économisant des frais de recherche et développement, ceux-ci étant effectués par d'autres. Les contributeurs à cette source sont, en général, les personnes directement rattachées (élèves, professeurs, employés, chercheurs...) à la source. 

### Par une source gouvernementale
Plusieurs états ont décidé de proposer une partie des données en leur possession en libre accès. La Belgique propose ainsi de très nombreuses données, via la base gouvernemantale dédiée ; les États-Unis, via la base gouvernementale dédiée ; ou encore les Pays-Bas, via la base gouvernementale dédiée.